# Darvasella
Darvasella es un género de foraminífero bentónico de la subfamilia Schwagerininae, de la familia Schwagerinidae, de la superfamilia Fusulinoidea, del suborden Fusulinina y del orden Fusulinida. Su especie tipo es Rugosofusulina vulgariformis. Su rango cronoestratigráfico abarcaba desde el Sakmariense hasta el Kunguriense (Pérmico inferior).

## Discusión
Clasificaciones más recientes incluyen Darvasella en la superfamilia Schwagerinoidea, y en la subclase Fusulinana de la clase Fusulinata. Algunas clasificaciones incluyen Darvasella en la subfamilia Rugosofusulininae y en la familia Rugosofusulinidae.

## Clasificación
Darvasella incluye a las siguientes especies:
- Darvasella brevis †
- Darvasella compacta †
- Darvasella cucumeriformis †
- Darvasella ponderosa †
- Darvasella praecox †
- Darvasella priva †
- Darvasella vulgariformis †